# Ringicula orientalis
Ringicula orientalis is een slakkensoort uit de familie van de Ringiculidae. De wetenschappelijke naam van de soort is voor het eerst geldig gepubliceerd in 1985 door Lin.